# 吉田由香
吉田 由香（よしだ ゆか、1981年6月26日 - 、本名・同じ）は奈良県出身の元女優、元モデル、元タレント。

## 人物・来歴
趣味・NBA観戦、乗馬、釣り。特技・バスケットボール。
2001年、CM「グリコカレーLEE(全国区)」でデビュー。関西を中心に活動している。
ファン内では愛称「ユカチ」で呼ばれている。
妹（13歳下）の吉田美咲 もモデルとして活動しており、撮影会での共演 や、2013年9月21日と22日に鈴鹿サーキットで行われた「WTCC世界ツーリングカー選手権」では、RS☆R HEiDONチームのレースクイーンを務めた。他に兄が1人いる。
2016年4月11日、一般人男性との結婚＆妊娠を自身のブログで発表、前日のスーパードーム西院店でのイメージガールとしてのイベントを以って芸能界を寿引退した。
2016年9月15日、第1子出産を自身のブログで発表した。

## 主な出演作品

### テレビ
- 恋のから騒ぎ - 15期生
- ドM時デスョ!(2007年10月-2008年3月、サンテレビ) - Mドル2期生
- 今夜もハッスル(2008年7月5日 - 9月27日) - ガンガン情報
- バリサン(2007年1月 - 6月、KTV) - G-GIRL レギュラー
- 嘘か誠か 美女の部屋
- サクセスファイター - レポーター
- ミナミの帝王 - ゆき 役
- 西播磨発サタデーナイン - レポーター
- パチンコ楽園(2009年 - 2013年) - レギュラー
- 夜は美女バナ ホストがしゃべらNIGHT - MC
- 大人の子守唄 ラブホリック → 白雪姫と8人のホスト(サンテレビ) - MC
- ビーバップハイヒール
- ケンコバのバコバコテレビ みっどないと☆エンジェル・TEN6・あかコレ - コーナーMC

### CM
- 江崎グリコ
  - カレー「LEE」
  - アイスクリーム「3C」
- ダスキン「メリーメイド」
- 若狭高浜
- 日本直販
- ストーカー規制法
- ニノミヤ
- 中国電力
- 関西電力

### 映画
- 僕の彼女はサイボーグ(2008年) - アメフト部マネージャー 役

### スチール
- MIZUNO - カタログモデル
- 日本直販 - モデル
- ユヤマ - モデル
- フェリシモ商品 カタログ
- 志摩スペイン村 カタログ
- 近鉄 伊勢志摩ポスター
- 日刊スポーツ紙面 - 阪神甲子園試合レポート
- フロムA 中2ページ特集
- 雑誌表紙・中グラビア4P 5月号
- 「恋のから騒ぎ」卒業メモリアル'08 - '09 15期生(日本テレビ放送網)
- ジョグスタ カタログ - イメージガール
- ASAKURA

### インターネット配信
- リアルブロードバンドミュージック - アナウンス
- ジョグスタ - webモデル
- 赤星憲広オフィシャルWEBサイト - モデル
- フェリシモ - WEBモデル
- PSリアルTV
- 日本直販
- ASAKURA - モデル

### DVD
- Sweet Little Devil(2009年6月)
- オクトパッシング・ザ・ムービー(2010年)
- キス・オブ・ザ・ムービー(2011年)